# Liga Invernal Veracruzana 2015-2016
La Temporada 2015-2016 de la Liga Invernal Veracruzana fue la edición número 11 de la segunda etapa de este circuito. 
El miércoles 21 de octubre de 2015 se confirmó la realización de la que sería la décima primera temporada de manera ininterrumpida. Una vez confirmada la temporada, en el mes de octubre de 2015 se realizó la primera junta de cara a la nueva campaña. En esa primera asamblea, la oficina de la liga dio a conocer el inicio oficial de la temporada, fijado para el 1 de diciembre. Asimismo, se informó que en la segunda asamblea de cara a la Temporada 2015-16, se llevó a cabo el draft de jugadores de los equipos que no participaron en esta campaña y que podrían ser elegidos por otras novenas, y se confirmó a los equipos participantes.
Los equipos que confirmaron su participación fueron: Brujos de Los Tuxtlas, Campesinos de Paso de Ovejas, Chileros de Xalapa, Guacamayas de Palenque, Tobis de Acayucan y finalmente los Tucanes de Chiapas.
Las series inaugurales comenzaron el martes 1 de diciembre y se realizaron de la siguiente manera: Xalapa en Los Tuxtlas, Acayucan en Chiapas y Palenque en Paso de Ovejas.
Todos los juegos de la temporada 2015-16 se transmitieron en vivo en la página web de la liga (www.liv.com.mx) a través de la radio por internet.
Los Tobis de Acayucan se coronaron campeones por primera ocasión al derrotar en la Serie Final a los Chileros de Xalapa por 4 juegos a 1. El mánager campeón fue José Ángel Chávez.
El equipo campeón representó a México, al estado de Veracruz y a la Liga Invernal Veracruzana en la IV Serie Latinoamericana de Béisbol Profesional, la cual se efectuó del 25 al 31 de enero de 2016.

## Cambios en la competencia
Para esta campaña se siguió considerando un sistema de competencia de round robin, a visitas recíprocas. Cada equipo tuvo cinco series en casa y cinco series como visitante. Avanzaron al play off los cuatro mejores equipos de acuerdo a su clasificación en el standing.
Para esta temporada se consideró por primera vez un juego de comodín entre el cuarto y el quinto lugar de la clasificación final, siempre y cuando haya habido 1.0 juego de diferencia entre ambos equipos.
Cada equipo jugó 10 series de tres partidos cada uno, es decir, 33 juegos en total. El play off Semifinal fue una serie a ganar 3 de 5 posibles encuentros e inició el miércoles 6 de enero en casa de los dos equipos mejores clasificados en el standing, la semifinal se jugó en formato 2-2-1.
La Serie Final inició el miércoles 13 de enero entre los dos equipos que ganaron las Semifinales, y arrancó en el estadio del equipo mejor clasificado en el standing final al término de la temporada regular. Fue una serie a ganar 4 de 7 posibles encuentros y se jugó en formado 2-3-2.

## Equipos participantes
Temporada Luis "Chito" García
| Liga Invernal Veracruzana 2015-2016 |                   |                             |                       |
| Equipo                              | Mánager           | Sede                        | Estadio               |
| Brujos de Los Tuxtlas               | Pedro Meré        | San Andrés Tuxtla, Veracruz | Aurelio Ballados      |
| Campesinos de Paso de Ovejas        | Francisco Estrada | Tolomé, Veracruz            | Deportivo Tolomé      |
| Chileros de Xalapa                  | Manuel Cazarín    | Xalapa, Veracruz            | Deportivo Colón       |
| Guacamayas de Palenque              | Miguel Solís      | Palenque, Chiapas           | "Luis Ansaldo Arroyo" |
| Tobis de Acayucan                   | José Ángel Chávez | Oluta, Veracruz             | Emiliano Zapata       |
| Tucanes de Chiapas                  | Roberto Ramírez   | Tuxtla Gutiérrez, Chiapas   | "Panchón Contreras"   |

## Posiciones
- Actualizadas las posiciones al 3 de enero de 2016. [10]

| Liga Invernal Veracruzana | Liga Invernal Veracruzana | Liga Invernal Veracruzana | Liga Invernal Veracruzana | Liga Invernal Veracruzana |
| Equipo                    | JG                        | JP                        | PCT                       | JV                        |
| ------------------------- | ------------------------- | ------------------------- | ------------------------- | ------------------------- |
| Paso de Ovejas            | 19                        | 10                        | .655                      | -                         |
| Acayucan                  | 15                        | 10                        | .600                      | 2.0                       |
| Los Tuxtlas               | 17                        | 13                        | .566                      | 2.5                       |
| Xalapa                    | 12                        | 16                        | .428                      | 6.5                       |
| Chiapas                   | 12                        | 17                        | .413                      | 7.0                       |
| Palenque                  | 9                         | 18                        | .333                      | 9.0                       |

| Clasificado a los playoffs |

| Clasificado como comodín |

## Playoffs
|  | Semifinales     | Semifinales     | Semifinales     |            |   | Final            | Final            | Final            |  |
|  | 6 - 11 de enero | 6 - 11 de enero | 6 - 11 de enero |            |   | 13 - 19 de enero | 13 - 19 de enero | 13 - 19 de enero |  |
|  |                 |                 |                 |            |   |                  |                  |                  |  |
|  |                 |                 |                 |            |   |                  |                  |                  |  |
|  | 4               | 'Xalapa'        | 3               |            |   |                  |                  |                  |  |
|  | 4               | 'Xalapa'        | 3               |            |   |                  |                  |                  |  |
|  | 1               | Paso de Ovejas  | 0               |            |   |                  |                  |                  |  |
|  | 1               | Paso de Ovejas  | 0               |            | 4 | Xalapa           | 1                |                  |  |
|  |                 |                 |                 |            | 4 | Xalapa           | 1                |                  |  |
|  |                 |                 | 2               | 'Acayucan' | 4 |                  |                  |                  |  |
|  | 3               | Los Tuxtlas     | 2               | 'Acayucan' | 4 | 2                |                  |                  |  |
|  | 3               | Los Tuxtlas     |                 |            |   | 2                |                  |                  |  |
|  | 2               | 'Acayucan'      | 3               |            |   |                  |                  |                  |  |
|  | 2               | 'Acayucan'      | 3               |            |   |                  |                  |                  |  |
|  |                 |                 |                 |            |   |                  |                  |                  |  |

### Juego de comodines

#### Chiapasvs.Xalapa

##### Tirilla
4 y 5 de enero de 2016; Parque Deportivo Colón, Xalapa, Veracruz.
| Equipo                                                               | 1 | 2 | 3 | 4 | 5 | 6 | 7 | 8 | 9 | C  | H  | E |
| -------------------------------------------------------------------- | - | - | - | - | - | - | - | - | - | -- | -- | - |
| Chiapas                                                              | 0 | 0 | 0 | 0 | 0 | 0 | 1 | 0 | 0 | 1  | 4  | 0 |
| 'Xalapa'                                                             | 4 | 4 | 2 | 6 | 0 | 0 | 3 | 0 | X | 19 | 25 | 3 |
| G: Karl Lewis Triana (1-0); P: Francisco Córdova (0-1); SV: No hubo. |   |   |   |   |   |   |   |   |   |    |    |   |
| HR: XAL - J. Rivera (1), H. Arredondo (1).                           |   |   |   |   |   |   |   |   |   |    |    |   |

- Xalapa gana el juego de eliminación.[11]

### Semifinales
| Equipo                                                                  | 1 | 2 | 3 | 4 | 5 | 6 | 7 | 8 | 9 | C | H  | E |
| ----------------------------------------------------------------------- | - | - | - | - | - | - | - | - | - | - | -- | - |
| 'Xalapa'                                                                | 2 | 0 | 2 | 1 | 0 | 1 | 0 | 0 | 0 | 6 | 10 | 0 |
| Paso de Ovejas                                                          | 0 | 0 | 0 | 0 | 0 | 0 | 0 | 3 | 0 | 3 | 9  | 0 |
| G: Felipe Arredondo (1-0); P: Ángel Araiza (0-1); SV: Esteban Haro (1). |   |   |   |   |   |   |   |   |   |   |    |   |
| HR: XAL - J. Orozco (1), J. Rivera (1), M. Bobadilla (1).               |   |   |   |   |   |   |   |   |   |   |    |   |

| Equipo                                                                         | 1 | 2 | 3 | 4 | 5 | 6 | 7 | 8 | 9 | C | H | E |
| ------------------------------------------------------------------------------ | - | - | - | - | - | - | - | - | - | - | - | - |
| 'Xalapa'                                                                       | 1 | 0 | 0 | 1 | 0 | 0 | 0 | 2 | 0 | 4 | 5 | 1 |
| Paso de Ovejas                                                                 | 0 | 0 | 2 | 0 | 0 | 0 | 0 | 0 | 0 | 2 | 9 | 2 |
| G: Luis Fernando Vázquez (1-0); P: Antonio Guzmán (0-1); SV: Esteban Haro (2). |   |   |   |   |   |   |   |   |   |   |   |   |
| HR: No hubo.                                                                   |   |   |   |   |   |   |   |   |   |   |   |   |

| Equipo                                                                         | 1 | 2 | 3 | 4 | 5 | 6 | 7 | 8 | 9 | C | H  | E |
| ------------------------------------------------------------------------------ | - | - | - | - | - | - | - | - | - | - | -- | - |
| Paso de Ovejas                                                                 | 1 | 0 | 0 | 2 | 0 | 0 | 3 | 0 | 0 | 6 | 10 | 1 |
| 'Xalapa'                                                                       | 2 | 0 | 0 | 3 | 0 | 0 | 2 | 0 | X | 7 | 10 | 4 |
| G: Luis Fernando Vázquez (2-0); P: Marcos Machado (0-1); SV: Esteban Haro (3). |   |   |   |   |   |   |   |   |   |   |    |   |
| HR: XAL - A. Amezcua (1), C. Rodríguez (1).                                    |   |   |   |   |   |   |   |   |   |   |    |   |

| Equipo                                                               | 1 | 2 | 3 | 4 | 5 | 6 | 7 | 8 | 9 | C | H | E |
| -------------------------------------------------------------------- | - | - | - | - | - | - | - | - | - | - | - | - |
| Los Tuxtlas                                                          | 0 | 3 | 0 | 0 | 0 | 0 | 0 | 0 | 0 | 3 | 9 | 0 |
| 'Acayucan'                                                           | 2 | 1 | 0 | 0 | 0 | 0 | 2 | 0 | X | 5 | 9 | 1 |
| G: José Luis Pérez (1-0); P: Logan Durán (0-1); SV: Raúl Barrón (1). |   |   |   |   |   |   |   |   |   |   |   |   |
| HR: ACA - D. Sánchez (1), J. Castañeda (1).                          |   |   |   |   |   |   |   |   |   |   |   |   |

| Equipo                                                                 | 1 | 2 | 3 | 4 | 5 | 6 | 7 | 8 | 9 | C | H  | E |
| ---------------------------------------------------------------------- | - | - | - | - | - | - | - | - | - | - | -- | - |
| Los Tuxtlas                                                            | 0 | 0 | 0 | 0 | 0 | 1 | 0 | 0 | 0 | 1 | 2  | 1 |
| 'Acayucan'                                                             | 0 | 0 | 1 | 0 | 3 | 0 | 0 | 0 | X | 4 | 11 | 2 |
| G: Juan Grijalva (1-0); P: Salvador Valdez (0-1); SV: Raúl Barrón (2). |   |   |   |   |   |   |   |   |   |   |    |   |
| HR: ACA - Y. Pedroso (1).                                              |   |   |   |   |   |   |   |   |   |   |    |   |

| Equipo                                                                          | 1 | 2 | 3 | 4 | 5 | 6 | 7 | 8 | 9 | C  | H  | E |
| ------------------------------------------------------------------------------- | - | - | - | - | - | - | - | - | - | -- | -- | - |
| Acayucan                                                                        | 0 | 0 | 0 | 1 | 0 | 0 | 0 | 5 | 0 | 6  | 6  | 2 |
| 'Los Tuxtlas'                                                                   | 0 | 1 | 0 | 0 | 4 | 3 | 2 | 0 | X | 10 | 10 | 4 |
| G: Rodolfo Aguirre (1-0); P: Jorge Luis Ibarra (0-1); SV: Erubiel González (1). |   |   |   |   |   |   |   |   |   |    |    |   |
| HR: ACA - Y. Pedroso (2).                                                       |   |   |   |   |   |   |   |   |   |    |    |   |

| Equipo                                                                         | 1 | 2 | 3 | 4 | 5 | 6 | 7 | 8 | 9 | C | H  | E |
| ------------------------------------------------------------------------------ | - | - | - | - | - | - | - | - | - | - | -- | - |
| Acayucan                                                                       | 0 | 0 | 0 | 0 | 1 | 0 | 0 | 1 | 0 | 2 | 7  | 0 |
| 'Los Tuxtlas'                                                                  | 0 | 2 | 0 | 0 | 1 | 0 | 0 | 0 | X | 3 | 10 | 3 |
| G: Matías Carrillo (1-0); P: Sergio Lizárraga (0-1); SV: Erubiel González (2). |   |   |   |   |   |   |   |   |   |   |    |   |
| HR: SAT - C. Tapia (1).                                                        |   |   |   |   |   |   |   |   |   |   |    |   |

| Equipo                                                              | 1 | 2 | 3 | 4 | 5 | 6 | 7 | 8 | 9 | C | H | E |
| ------------------------------------------------------------------- | - | - | - | - | - | - | - | - | - | - | - | - |
| Los Tuxtlas                                                         | 2 | 0 | 0 | 0 | 0 | 0 | 1 | 0 | 0 | 3 | 8 | 0 |
| 'Acayucan'                                                          | 3 | 0 | 0 | 1 | 0 | 0 | 0 | 0 | X | 4 | 9 | 0 |
| G: Jasiel Acosta (1-0); P: Logan Durán (0-2); SV: Manny Corpas (1). |   |   |   |   |   |   |   |   |   |   |   |   |
| HR: SAT - E. Valdez (1); ACA - D. Sánchez (2).                      |   |   |   |   |   |   |   |   |   |   |   |   |

### Final

#### Xalapavs.Acayucan

##### Juego 1Archivadoel 16 de diciembre de 2019 enWayback Machine.
13 de enero de 2016; Parque Emiliano Zapata, Oluta, Veracruz.
| Equipo                                                                     | 1 | 2 | 3 | 4 | 5 | 6 | 7 | 8 | 9 | C | H | E |
| -------------------------------------------------------------------------- | - | - | - | - | - | - | - | - | - | - | - | - |
| Xalapa                                                                     | 0 | 0 | 2 | 0 | 0 | 0 | 1 | 0 | 0 | 3 | 6 | 1 |
| 'Acayucan'                                                                 | 0 | 0 | 1 | 1 | 0 | 2 | 0 | 0 | X | 4 | 6 | 0 |
| G: Jorge Luis Ibarra (1-1); P: David Domínguez (0-1); SV: Raúl Barrón (3). |   |   |   |   |   |   |   |   |   |   |   |   |
| HR: ACA - J. Castañeda (2).                                                |   |   |   |   |   |   |   |   |   |   |   |   |

- Acayucan lidera la serie 1-0.

##### Juego 2Archivadoel 13 de diciembre de 2019 enWayback Machine.
14 y 15 de enero de 2016; Parque Emiliano Zapata, Oluta, Veracruz.
| Equipo                                                           | 1 | 2 | 3 | 4 | 5 | 6 | 7 | 8 | 9 | 10 | 11 | 12 | 13 | 14 | C | H  | E |
| ---------------------------------------------------------------- | - | - | - | - | - | - | - | - | - | -- | -- | -- | -- | -- | - | -- | - |
| Xalapa                                                           | 0 | 0 | 0 | 0 | 1 | 1 | 0 | 0 | 0 | 0  | 0  | 0  | 0  | 0  | 2 | 11 | 0 |
| 'Acayucan'                                                       | 0 | 0 | 1 | 0 | 1 | 0 | 0 | 0 | 0 | 0  | 0  | 0  | 0  | 1  | 3 | 10 | 0 |
| G: Sergio Lizárraga (1-1); P: Alejandro Ríos (0-1); SV: No hubo. |   |   |   |   |   |   |   |   |   |    |    |    |    |    |   |    |   |
| HR: ACA - D. Núñez (1).                                          |   |   |   |   |   |   |   |   |   |    |    |    |    |    |   |    |   |

- Acayucan lidera la serie 2-0.

##### Juego 3Archivadoel 13 de diciembre de 2019 enWayback Machine.
16 de enero de 2016; Parque Deportivo Colón, Xalapa, Veracruz.
| Equipo                                                                       | 1 | 2 | 3 | 4 | 5 | 6 | 7 | 8 | 9 | C | H  | E |
| ---------------------------------------------------------------------------- | - | - | - | - | - | - | - | - | - | - | -- | - |
| 'Acayucan'                                                                   | 0 | 3 | 0 | 0 | 0 | 2 | 0 | 1 | 1 | 7 | 13 | 1 |
| Xalapa                                                                       | 3 | 0 | 0 | 0 | 1 | 0 | 0 | 0 | 0 | 4 | 8  | 0 |
| G: Rodolfo Aguirre (2-0); P: Erubiel González (0-1); SV: Raúl Barrón (4).    |   |   |   |   |   |   |   |   |   |   |    |   |
| HR: ACA - A. Velázquez (1), S. Pérez (1); XAL - J. Orozco (2), I. Salas (1). |   |   |   |   |   |   |   |   |   |   |    |   |

- Acayucan lidera la serie 3-0.

##### Juego 4Archivadoel 13 de diciembre de 2019 enWayback Machine.
17 de enero de 2016; Parque Deportivo Colón, Xalapa, Veracruz.
| Equipo                                                            | 1 | 2 | 3 | 4 | 5 | 6 | 7 | 8 | 9 | C | H  | E |
| ----------------------------------------------------------------- | - | - | - | - | - | - | - | - | - | - | -- | - |
| Acayucan                                                          | 0 | 0 | 3 | 0 | 0 | 1 | 0 | 1 | 0 | 5 | 12 | 3 |
| 'Xalapa'                                                          | 2 | 0 | 1 | 0 | 0 | 0 | 1 | 3 | X | 7 | 9  | 0 |
| G: Jon Sintes (1-0); P: Manny Corpas (0-1); SV: Esteban Haro (4). |   |   |   |   |   |   |   |   |   |   |    |   |
| HR: XAL - E. Ortiz (1), J. Orozco (3).                            |   |   |   |   |   |   |   |   |   |   |    |   |

- Acayucan lidera la serie 3-1.

##### Juego 5Archivadoel 13 de diciembre de 2019 enWayback Machine.
19 de enero de 2016; Parque Deportivo Colón, Xalapa, Veracruz.
| Equipo                                                  | 1 | 2 | 3 | 4 | 5 | 6 | 7 | 8 | 9 | C | H | E |
| ------------------------------------------------------- | - | - | - | - | - | - | - | - | - | - | - | - |
| 'Acayucan'                                              | 0 | 1 | 0 | 0 | 0 | 0 | 0 | 0 | 1 | 2 | 9 | 1 |
| Xalapa                                                  | 0 | 0 | 0 | 1 | 0 | 0 | 0 | 0 | 0 | 1 | 9 | 0 |
| G: Raúl Barrón (1-0); P: Jon Sintes (1-1); SV: No hubo. |   |   |   |   |   |   |   |   |   |   |   |   |
| HR: ACA - J. Castañeda (3); XAL - L. Fonseca (1).       |   |   |   |   |   |   |   |   |   |   |   |   |

- Acayucan gana la serie 4-1.[14]

## Líderes
| Categoría           | Jugador                                                 | Marca |
| ------------------- | ------------------------------------------------------- | ----- |
| Porcentaje          | Cristian Presichi (Paso de Ovejas)                      | .420  |
| Carreras Producidas | Carlos Rodríguez (Chiapas)                              | 32    |
| Home Runs           | Rigoberto Armenta (Palenque) Carlos Rodríguez (Chiapas) | 7     |
| Carreras Anotadas   | Antonio Galaz (Paso de Ovejas)                          | 27    |
| Hits                | Wallys de la Cruz (Paso de Ovejas)                      | 47    |
| Dobles              | Luis Yadier Fonseca (Xalapa)                            | 11    |
| Triples             | Marcos Vechionacci (Paso de Ovejas)                     | 5     |
| Bases Robadas       | Enrique Osorio (Los Tuxtlas)                            | 6     |

| Categoría       | Jugador                                                | Marca |
| --------------- | ------------------------------------------------------ | ----- |
| Efectividad     | Joel Elías Payamps (Los Tuxtlas)                       | 0.82  |
| Juegos Ganados  | Ángel Araiza (Paso de Ovejas) Juan Grijalva (Acayucan) | 4     |
| Ponches         | Raúl Zoé Carrillo (Palenque)                           | 39    |
| Juegos Salvados | Jon Sintes (Paso de Ovejas)                            | 11    |
| WHIP            | Joel Elías Payamps (Los Tuxtlas)                       | 1.06  |